# Афанасьев, Анатолий Петрович (художник)
Анатолий Петрович Афанасьев (22 июня 1929 года, село Каменно-Озерное (Степанов хутор) Чкаловский район, Оренбургская область — 26 апреля 2023, Пенза) — советский и российский художник, заслуженный работник культуры Пензенской области (2016).

## Биография
Родители из крестьян. Мать неграмотная, отец закончил 3 класса земской школы. В 1933 году родители переехали на ст. Чебеньки той же области, где Анатолий окончил среднюю школу.
С выбором профессии были большие сложности. Сначала он хотел стать музыкантом, поэтом, писателем, дипломатом. Наконец поступил в Уральский политехнический институт в г. Свердловске, который через три месяц бросил.
В 1949 году был призван в армию. В этом время вместе с родителями Анатолий жил в г. Оренбурге. Служил на Южном Сахалине три года срочной и один год сверхсрочной службы.
В 1953 году демобилизовался из армии и поступил заочно на филологический факультет Оренбургского пединститута.
В 1955 году женился на Маргарите Александровне. В этом же году переехали вместе с женой в г. Пензу. Там он поступил учиться в Пензенское художественное училище имени К. А. Савицкого на живописно-педагогическое отделение, который закончил в 1960 году.
Несмотря на то, что Афанасьев закончил живописное отделение, он начал свою творческую деятельность как график. Известны его линогравюры-иллюстрации к роману А. Чапыгина «Разин Степан», а также офортные листы, посвященные Петру I, иллюстрации к русским народным сказкам «Хаврошечка», «Солдат и царица» и др.
В декабре 1960 года был принят оформителем в художественно-производственную мастерскую при Пензенском отделении Союза художников РСФСР, где проработал до 1972 года. Наряду с производственными заказами занимался творческой работой. В жанровом плане определился портрет и пейзаж. В середине 60-х годов увлекся техникой акварели.
С 1972 года преподаватель спецдисциплин в Пензенском художественном училище им. К. А. Савицкого.
В 1982 году назначен зав. отделением спецдисциплин.
Скончался 26 апреля 2023 года.

## Творческая деятельность
Принимал участие в зональных выставках в 1964 и 1967 годах в г. Москве «В едином строю», в 1970 и 1971 годах в г. Смоленске «Центр. Северные области», в 1971 и 1980 годах в выставке произведений пензенских художников в Венгерской Народной Республике.
В 1968 году Афанасьева принимают в члены Союза художников РСФСР.
В 1979 году состоялась первая персональная выставка, посвященная 50-летнему юбилею А. П. Афанасьева, в которой было представлено 180 работ художника. В 1981 году принимал участие в республиканской выставке в г. Москве «По родной стране».
Плодотворный и важный этап дальнейшего творчества художника — это обращение к нартюрморту. Этот жанр в последнее время представлял для него особый интерес и притягательность.
В 1998 году была проведена персональная выставка портрета «Люди искусства и культуры» Анатолия Афанасьева, посвященная 100-летнему юбилею Пензенского художественного училища им. К. А. Савицкого.
В 1999 году состоялась персональная выставка, посвященная 70-летнему юбилею А. П. Афанасьева, где были представлены ранние работы автора и яркие творческие удачи последних лет.